# ولاية الجزيرة
ولاية الجزيرة هي إحدى ولايات السودان والتي تقع بين خطي طول 25 -32 و18 -34 شرق وعرض 23 -15 و36 -13 شمال. ولاية الجزيرة تتميز بموقعها الاستراتيجي في خارطة الوطن وتعد أكبر مصدر دخل للسودان (مشروع الجزيرة) أكبر مصدر غذائي واقتصادي في السودان. وتتميز بأنها كانت تشغل السوريين كعمالة في مصانع البصل وتذخر بمواردها البشرية والطبيعية الهائلة وبنياتها التحتية وإرثها العظيم المتنوع في العديد من محاور البناء الوطني.
ولاية الجزيرة عاصمتها ود مدني. أهم المدن: الحصاحيصا، المناقل، رفاعة، تمبول، الحوش،الحوش، ودراوة، الكاملين، 24 القرشي، أم القرى، وود مدني حاضرة الولاية.

## المناخ
الأمطار يتراوح المعدل بين 150-350ملم العام الأنهار (النيل الأزرق وروافده الرهد والدندر). قالب:المياةالجوفية : متوفرة في كل إنحاء الولاية. سطوع الشمس: 7,6-10,6 ساعة / اليوم. المتوسط السنوي لدرجة الحرارة 36.5 درجة مئوية. نسبة الرطوبة 70-180درجة مئوية وتنخفض في موسم الجفاف إلى 18-32 .

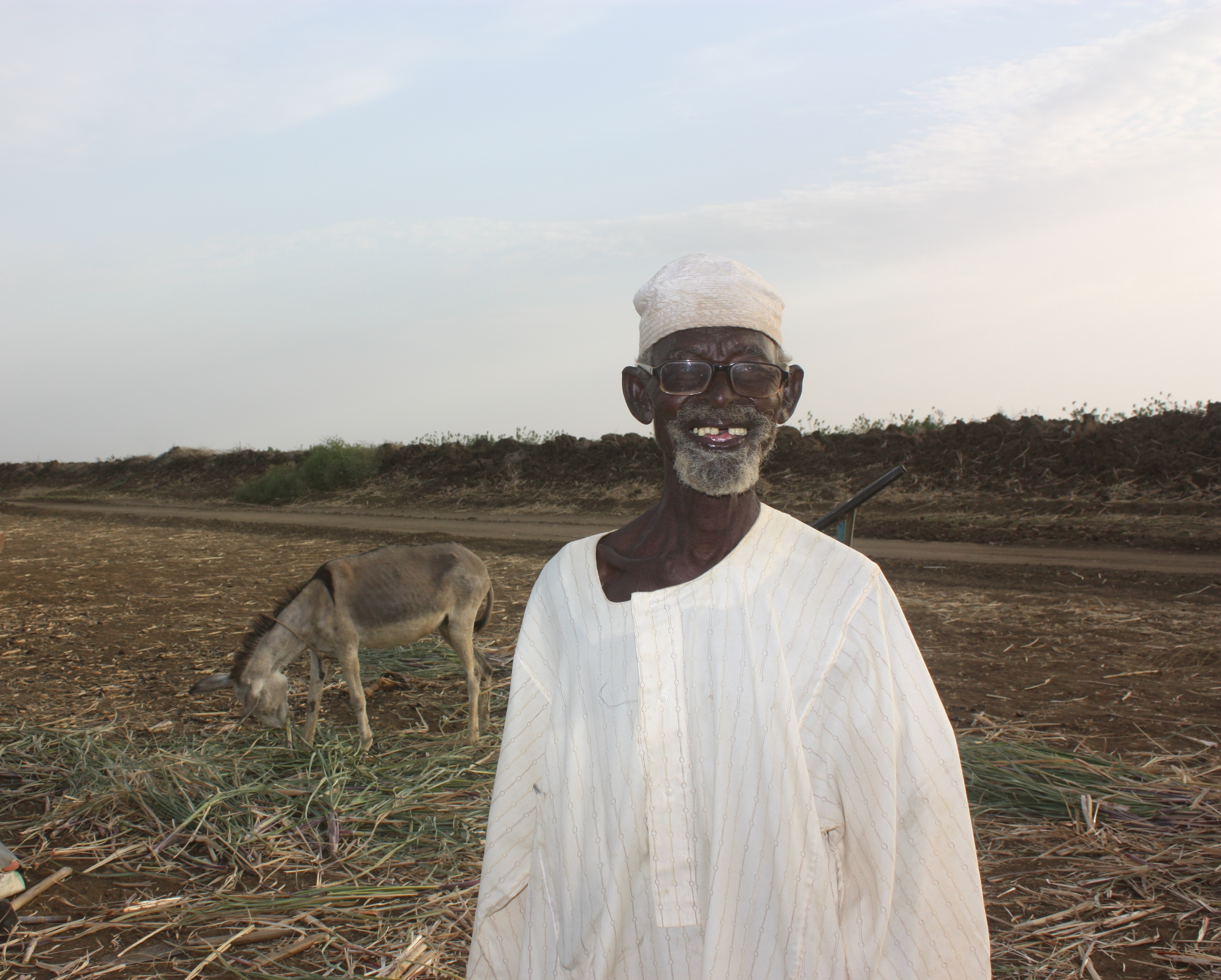
مزارع سوداني في منطقة مشروع الجزيرة

## الزراعة
الأراضي الصالحة للزراعة: 5.8 مليون فدان وهي تعادل 91.9 من جملة أراضي الولاية. المستثمر من الأراضي: 2.6 مليون فدان في القطاع المروي مليون فدان قطاع مطري 516 ألف فدان مشاريع نيلية واستثمارية. 424 ألف فدان مساحة الغابات 188 الف فدان المترات.
تتميز الولاية بوجود أكبر مشروعين زراعيين قوميين في السودان حيث يمثل مشروع الجزيرة حوالي ثلث مساحة الولاية (2.1 مليون فدان) إذ يغطي 50% من المساحة المروية على مستوى السودان.
كذلك تضم الولاية حوالي 60 من مساحة مشروع الرهد الذي يقع في الجانب الجنوبي الشرقي لمحافظة أم القرى والذي ستضاف إليه في المستقبل مساحة 300.000 فدان عند الانتهاء من ترعة الرهد إضافة إلى 44.000 فدان هي مساحة مشروع سكر الجنيد ومساحة تبلغ 93 ألف فدان هي مساحة مشاريع المترات والمشاريع النيلية والجروف ومساحة 51.6 ألف فدان من مشروع سندس الزراعي والذي تبلغ مساحته 106 ألف فدان.
تغطي الغابات مساحة 407 ألف فدان بأنواعها المختلفة داخل الولاية والمراعي الطبيعية في مساحة وقدرها 1.5 مليون فدان بمحافظات البطانة، أم القرى وهضبة المناقل إضافة إلى مخلفات الزراعة المطرية والمروية، تمتاز ولاية الجزيرة بامتلاكها لثروة حيوانية كبيرة تقدر بحوالي 2.6 مليون راس من الأبقار والضان والإبل والماعز علاوة على امتلاكها على أجود السلالات المحلية من هذه الأنعام إضافة إلى وقوع الولاية ضمن المنطقة الخالية من الأمراض الوبائية مما يؤهلها لسد حاج الأسواق الخارجية من الحيوانات حسب النوع والجودة المطلوبة لهذه الأسواق.

## التعليم
ولايه الجزيرة من الولايات التي تحتوي علي عدد من المؤسسات التعليمية من جامعات ومعاهد عليا، مدارس ثانوية، مدارس ابتدائية ورياض أطفال.بداء التعليم النظامي بالولاية في عام 1903.

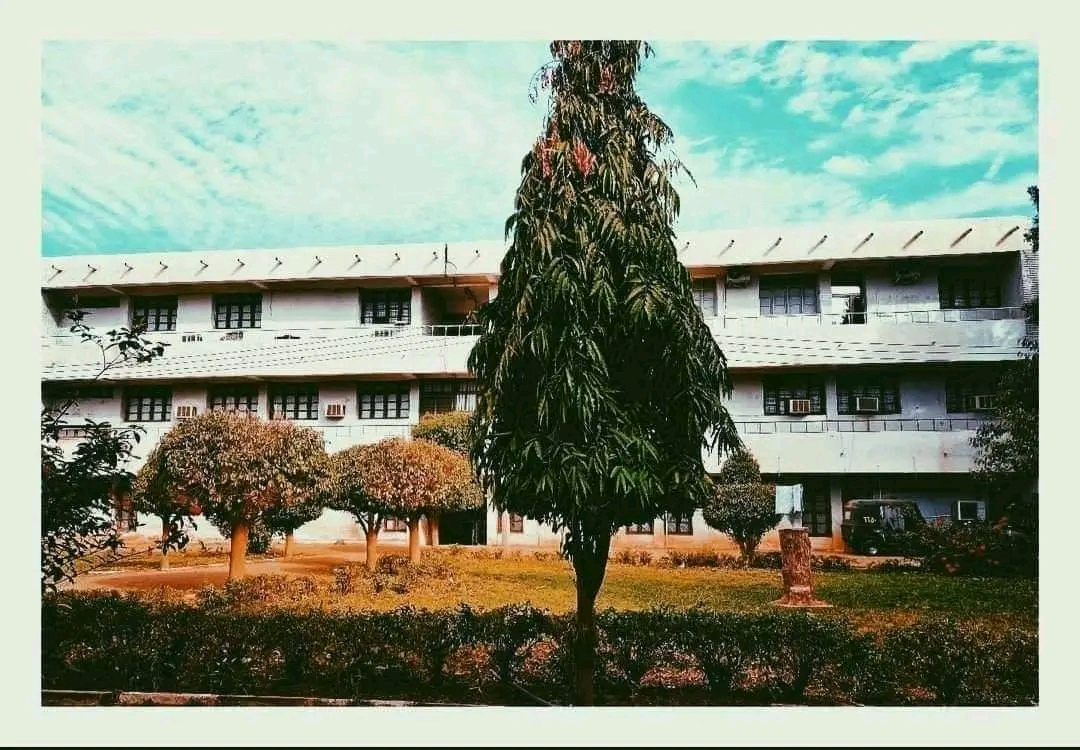
جامعة الجزيرة

 وتبعهة التعليم الثانوي في عام 1940 بقيام مدرسة حنتوب الثانوية. بالولاية عدد 2190 مدرسة ابتدائية (مرحلة الأساس) حسب احصائية عام 2016 الصادرة من وزارة التربية والتعليم.

## السكان
يبلغ عدد سكان ولاية الجزيرة وفق إحصاء عام 1993 م (2,715,605) نسمة يمثلون 12,8% من جملة سكان السودان وتأتي الولاية في المرتبة الثانية بعد ولاية الخرطوم من حيث الكثافة السكانية في وقت تمثل فية الولاية 2,5% فقط في مساحة السودان الأمر الذي يجعل الولاية ذات كثافة سكانية عالية، وتعتبر المنطقة ذات كثافة جاذبة للسكان وتفد إليها أعداد كبيرة من خارج الولاية وذلك لتميز موقعها الذي يتوسط البلاد وكذلك ضمها لمشروع الجزيرة وغيرها من المشاريع الزراعية والصناعية. ويشير الإحصاء إلى أن 80,4% من السكان يقطنون الريف و19,1% يقطنون الحضر ويتركز سكان الريف بمشروع الجزيرة والمناقل.

## حاضرة الولاية
وَدْ مَدَنِي  مدينة تقع في وسط السودان على ارتفاع 409 متر فوق سطح البحر، على ضفة النيل الأزرق الغربية بمشروع الجزيرة الزراعي الشهير، وتبعد عن العاصمة الخرطوم بحوالي 186 كيلومتر (115 ميل) جنوباً، وتعد إحدى المدن السودانية الكبيرة.
يعود اسم مدينة وَدْ مَدَنِي إلى مؤسسها الفقيه محمد الأمين ابن الفقيه مدني السني، وكانت تكتب باللغة العربية إبان الحكم الثنائي «واد مدني»، ولفظ «واد» بالعامية المصرية يرادف لفظ «ود» (بفتح الواو) بالدارجة السودانية وكلاهما تحوير للفظ «ولد» بمعنى ابن. والابن المقصود هنا هو محمد الأمين ابن مدني، المتقدم ذكره. وتلقب ود مدني أيضاً، بمدني السُّني، ومدني الجزيرة، كما يطلق عليها اسم مدني، اختصاراً.
اكتسبت ودمدنى أهميتها الاقتصادية بقيام مشروع الجزيرة الزراعي في عام 1925 م وتوسع النشاط الحكومي بها نسبة للتطور الاجتماعي والإنمائي الذي شمل مديرية النيل الأزرق قبل تحويلها في عام 1973 م إلى مديرية الجزيرة ثم إلى ولاية الجزيرة وبقيت ود مدني عاصمة لها.

## المحليات
- ود مدني
- جنوب الجزيرة
- شرق الجزيرة
- ام القرى
- الحصاحيصا
- الكاملين
- الباقير
- المناقل
- 24 القرشي

## المجالس التشريعية
- ود مدني الكبري
- جنوب الجزيرة
- شرق الجزيرة
- المناقل
- الحصاحيصا
- الكاملين
- أم القرى
- أبو قوتة
- 24 القرشي

## القطاع الاقتصادي
| الإيرادات الذاتية                                    | 11.609        |
| الإيرادات المحولة والمساهمة الاتحادية                | 42.351        |
| المصروفات                                            |               |
| الفصل الأول                                          | 33.512        |
| الفصل الثاني                                         | 11.326        |
| الفصل الثالث والرابع                                 | 8.888         |
| الاستثمار                                            |               |
| مشاريع صناعية                                        | 54            |
| مشاريع زراعية                                        | 11            |
| مشاريع خدمية                                         | 181           |
| القـوي العـامـلة                                     |               |
| داخل الـهيئة                                         | 43.323        |
| خارج الهيئة                                          | 14.260        |
| الجملة                                               | 113.567       |
| استيعاب خريجين                                       | 5796          |
| تدريب طويل                                           | 406           |
| تدريب قصير                                           | 7922          |
| الإنتاج الزراعي والحيوانية المساحات المروية والمطرية |               |
| م. المزروعة                                          | 40.117        |
| الإنتاج بالطن                                        | 143.683       |
| م. المزروعة                                          | 662.809       |
| الإنتاج بالطن                                        | 93.500        |
| الثروة الحيوانية                                     |               |
| العام                                                | 2006          |
| البياطرة                                             | 105           |
| فنيو البيطرة                                         | 87            |
| الشفخانات البيطرية (مستشفيات بيطرية)                 | 51            |
| تعداد الثروة الحيوانية بالمليون                      |               |
| أبقار                                                | 2.767.000     |
| ابل                                                  | 90.000        |
| ضأن                                                  | 2.961.000     |
| ماعز                                                 | 1.867.000     |
| قطاع الخدمــــــات:-                                 |               |
| التعــــــليم:-                                      |               |
| إعداد المؤسسات:-                                     |               |
| عدد رياض الأطفال                                     | 1720          |
| عدد مدارس الأساس                                     | 1826          |
| عدد مدارس الثانوي                                    | 435           |
| إعداد التلاميذ والمعلمون                             |               |
| قبل المدرسي                                          | 78964         |
| طلاب الأساس                                          | 633.028       |
| طلاب الثانوي                                         | 110.134       |
| المعلمون                                             |               |
| معلمو الأساس                                         | 23.106        |
| معلمو الثانوي                                        | 7397          |
| التدريب                                              | 6067          |
| قطاع الصحة الكوادر الطبية                            |               |
| عددالاطباء العموميين                                 | 444           |
| عدد الأخصائيين                                       | 79            |
| عدد القابلات                                         | 1398          |
| عدد م.طبي                                            | 939           |
| عدد الممرضين                                         | 1998          |
| كوادر فنية                                           |               |
| اشعة                                                 | 70            |
| تخدير                                                | 27            |
| المرافق الصحية                                       |               |
| عدد المستشفيات                                       | 59            |
| عدد الشفخانات                                        | 259           |
| عدد المراكز الصحية                                   | 256           |
| عدد الوحدات الصحية                                   | -             |
| عدد الأسرة                                           | 3209          |
| كوادر صحة البيئة                                     |               |
| ضابط صحة                                             | 125           |
| ملاحظ صحة                                            | 155           |
| م. ملاحظ صحة                                         | 143           |
| عمال ملاريا                                          | 302           |
| عمال نظافة                                           | 546           |
| المياة                                               |               |
| حفر ابار جوفية                                       | 237           |
| تركيب ابار جوفية                                     | 211           |
| تركيب صهاريج                                         | 61            |
| تشييد حفائر                                          | 62            |
| تأهيل حفائر                                          | -             |
| إنشاء خزانات                                         | -             |
| تشييد شبكات                                          | -             |
| مرشحات مائية                                         | 1             |
| مضخات يدوية (حفر وصيانة)                             | 23            |
| الكهرباء دعم إنارة القري                             |               |
| تشييد محطات وخطوط نقل                                | 5             |
| خطوط جماعية                                          | 70            |
| الطاقة الشمسية                                       | 202 وحدة      |
| الإنتاج الفعلي للكهرباء                              | 55            |
| الطرق والكباري                                       |               |
| طرق مسفلتة                                           | 38 كم         |
| طرق ترابية                                           | 60 كم         |
| كباري (ولائية داخلية)                                | 40 عبارة مصرف |
| الشئون الاجتماعية والثقافية:-                        |               |
| التلــــفزيون                                        |               |
| عدد القنوات                                          | 4             |
| مساحة التغطية                                        | 100%          |
| الإذاعة                                              |               |
| عدد المحطات                                          | 2             |
| : مساحة التغطية                                      | 100%          |
| عدد الصحف                                            | 7             |
| عدد المسارح                                          | -             |
| الزكاة                                               |               |
| الجبـــاية                                           | 1.966.853.179 |
| الصــــرف                                            | 809.862.932   |
| الدعوة                                               |               |
| عدد المساجد                                          |               |
| عدد الخلاوي                                          |               |
| عدد طلاب الخلاوى                                     |               |
| عدد الكنائس                                          |               |

## وصلات خارجية
- موقع وزارة الزراعة ولاية الجزيرة
- موقع وزارة التربية والتعليم ولاية الجزيرة